# Mycosphaerella suaedae-australis
Mycosphaerella suaedae-australis är en svampart som beskrevs av Hansf. 1954. Mycosphaerella suaedae-australis ingår i släktet Mycosphaerella och familjen Mycosphaerellaceae.   Inga underarter finns listade i Catalogue of Life.